# Maximă (filozofie)
O maximă reprezintă un enunț formulat concis, exprimând un principiu etic, o normă de conduită. Termenul își are etimologia în termenul de origine franceză maxime și în termenul latin maxima, scurtat din expresii precum maxima propositio, maxima sententarium. 

## Deontologia kantiană
În etica deontologică, maximele sunt principii subiective de a acționa: „exprimă regula practică care determna rațiunea conform condițiilor subiectului”. Diferența dintre maxime și legi este accea că „principiile practice sunt judecăți care cuprind o determinare universală a voinței, căreia îi sunt subordonate mai multe reguli practice. Ele sunt subiective sau maxime, cînd condiția este considerată de către subiect ca valabilă numai pentru voința lui; dar sunt obiective sau legi practice, cînd condiția e recunoscută ca obiectivă, adică valabilă pentru voința oricărei ființe raționale”. În cazul imperativelor, ele „sunt deci valabile obiectiv și diferă total de maxime, care nu sunt decît principii subiective”. Imperativul categoric formulat de Immanuel Kant în lucrarea Întemeierea metafizicii moravurilor este cel mai cunoscut exemplu de poruncă: „Acționează numai conform acelei maxime prin care poți vrea totodată ca ea să devină o lege universală”.

## Cunoașterea personală
Michael Polanyi în munca sa pe domeniul cunoașterii tacite a evidențiat importanța maximei atât în modurile cunoașterii implicite, cât și în cele explicite: „Maximele sunt reguli, aplicarea corectă a acestora face parte din arta lor... Maximele pot funcționa doar în cadrul unei cunoașteri personale".

## Vezi și
- Imperativul categoric
- Imperativul ipotetic
- Eticile kantiene